# 馬拉巴若鰺
馬拉巴若鰺（學名：Carangoides malabaricus），又稱瓜子鰺，俗名為甘仔魚，為輻鰭魚綱鱸形目鱸亞目鰺科的其中一個種。

## 分類及命名
馬拉巴若鰺首先由德國魚類學家馬庫斯·埃利澤·布洛赫和约翰·戈特洛布·施奈德在1801卷《Systema Ichthyologiae iconibus cx illustratum》中進行科學描述，該書是許多魚類的分類學權威。該物種最初以Scomber malabaricus的名義出版，暗示該物種與真正的鯖魚密切相關。之後被發現是不正確的，因此歸類到Caranx屬，最後由Williams和Venkataramani在1978年歸類到Carangoides屬。這個物種在其歷史上也被完全重新描述過兩次，這是1958年威廉姆斯第一次以Carangoides rectipinnus的名義，以及1974年由Kotthaus命名為Carangoides rhomboides。根據ICZN分類規則，這兩個名稱被視為初級同義詞，因此被廢棄。

## 分布
本魚分布在印度西太平洋區，包括紅海、東非、馬達加斯加、模里西斯、斯里蘭卡、印度、馬爾地夫、日本、台灣、中國沿海、菲律賓、印尼、越南、馬來西亞、澳洲、所羅門群島、密克羅尼西亞、諾魯、馬里亞納群島、馬紹爾群島等海域。

## 深度
水深20至140公尺。

## 特徵
本魚呈卵形而側扁，體上部是藍灰色，體下側為銀白色。鰓在上緣有一個小黑點，舌頭是一種獨特的灰棕色到棕色。尾鰭，柔軟的背鰭和臀鰭呈淡黃綠色至暗色，而其他鰭則外觀呈透明狀。背鰭，肛門和尾鰭的尖端偶爾會以白色陰影邊緣。第二背鰭的第一鰭條或前方鰭條不為絲狀延長。第二背鰭、臀鰭的前方鰭條有若干延長。稜鱗隨側線而走，不像絕大部分鰺類的稜鱗隨側線直走部而行，側線改開弧行時，即與之分離。第一背鰭有硬棘8枚，第二背鰭有軟條22至24枚；臀鰭有硬棘2枚、軟條18枚；稜鱗細小，有25至26枚。體長可達55公分。

## 生態
本魚生活於大陸棚的岩礁區，每年秋天時常大群集結，可能是為了產卵的緣故。以甲殼類、頭足類等為食。

## 經濟利用

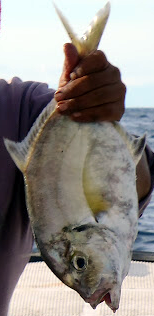
被垂釣者捕獲的馬拉巴若鰺

非經濟性魚類，在印度及東南亞為重要食用魚，用豆豉、蒜末、豬油清蒸甚美味。糧農組織記錄了2001年從波斯灣捕獲的魚類總數為278噸。通常用各種方法捕獲，包括鉤線、底拖網、刺網和陷阱，在南非，這種物種經常被垂釣者捕獲。